# 阿布斯孔
阿布斯孔（法語：Abscon，法語發音：[apskɔ̃]）是法国上法兰西大区北部省的一个市镇，属于瓦朗谢讷区。

## 地理
阿布斯孔（50°20'3"N, 3°18'8"E）面积7.27 平方千米，位于法国上法蘭西大區北部省，该省份为法国最北部的省份及最长的省份，西北濒北海，西接加来海峡省，南至埃纳省和索姆省，东与比利时接壤。
与阿布斯孔接壤的市镇（或旧市镇、城区）包括：弗南、索曼、阿尼什、埃梅尔希库尔、埃尔、埃科丹、马斯坦、勒镇。

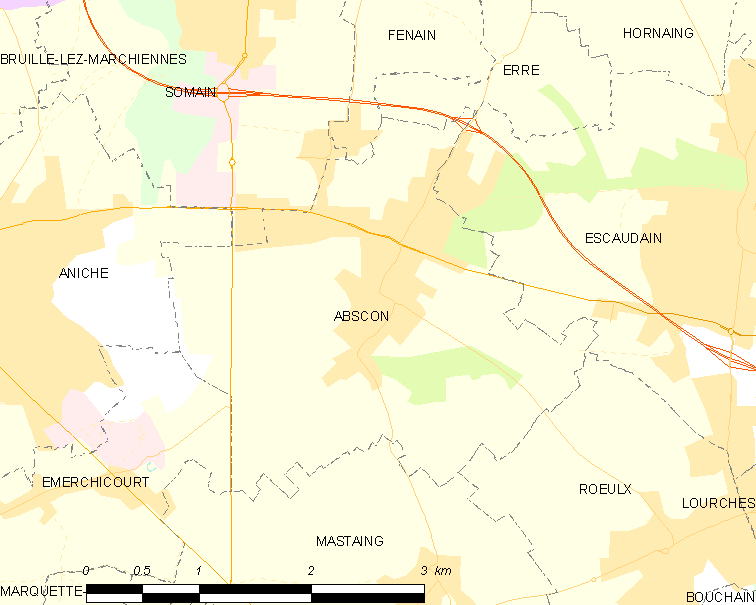
阿布斯孔的OSM定位图

阿布斯孔的时区为UTC+01:00、UTC+02:00（夏令时）。

## 行政
阿布斯孔的邮政编码为59215，INSEE市镇编码为59002。

## 政治
阿布斯孔所属的省级选区为德南县。

## 人口

1962-2008年间阿布斯孔人口变化图示

阿布斯孔于2022年1月1日时的人口数量为4160人。